# Anthurium birdseyanum
Anthurium birdseyanum är en kallaväxtart som beskrevs av Thomas Bernard Croat. Anthurium birdseyanum ingår i släktet Anthurium och familjen kallaväxter. Inga underarter finns listade.